# Anthracothorax veraguensis
El mango de Veragua, también denominado mango veragüense, manguito de Veragua o colibrí manguito de Veragua (Anthracothorax veraguensis), es una especie de ave apodiforme de la familia Trochilidae, perteneciente al género Anthracothorax. Es nativo del oriente de América Central.

## Distribución y hábitat
Se distribuye por las tierras bajas del Pacífico de Panamá desde Chiriquí al este hasta el sur de Coclé; pocos registros en el lado caribeño. También en Puntarenas, sureste de Costa Rica, donde parece haber expandido su rango.
Esta especie, poco conocida, es considerada localmente común en sus hábitats naturales: la vegetación abierta de pastizales y márgenes de cursos de agua con matorrales y árboles dispersos.

## Sistemática

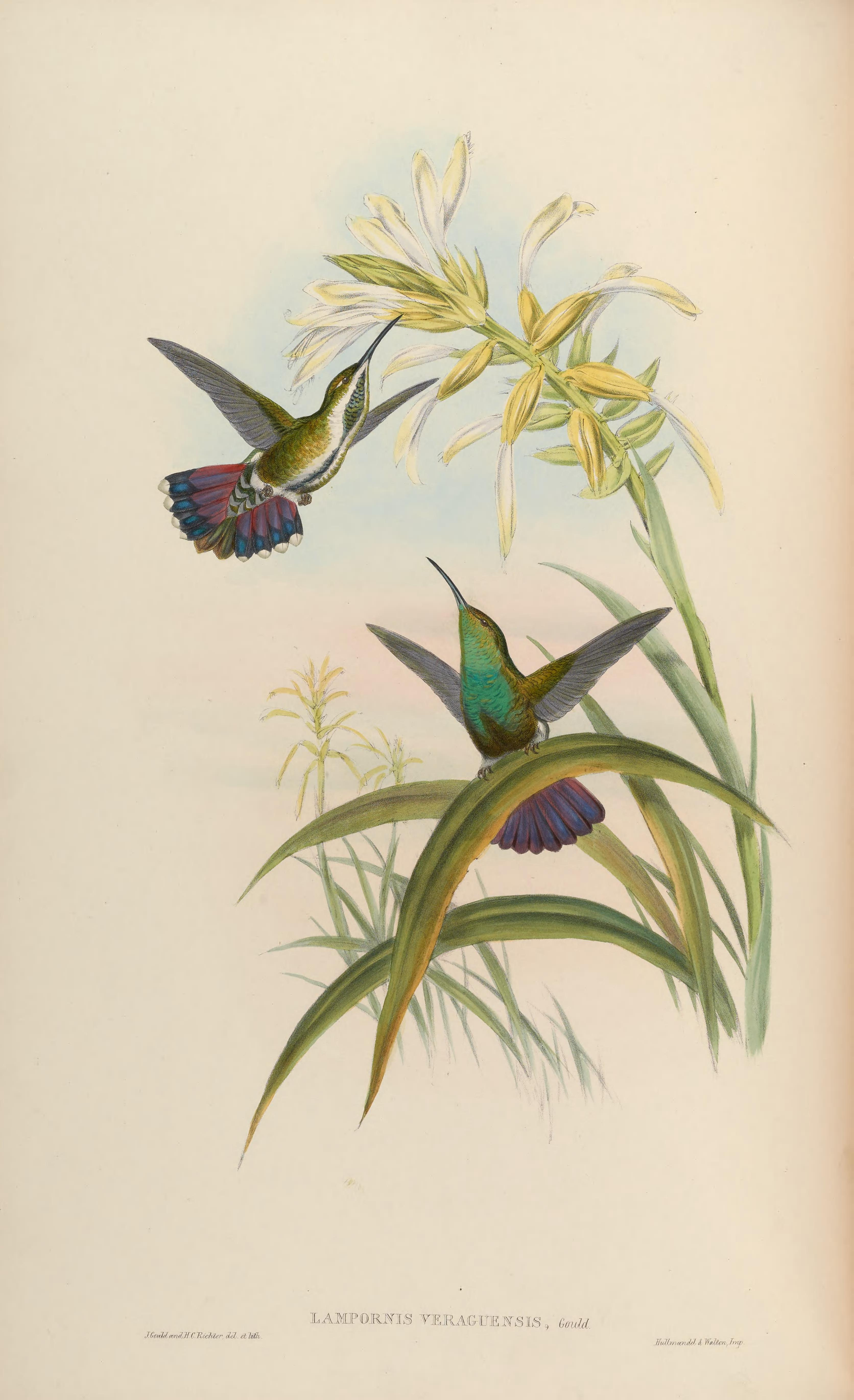
Lampornis veraguensis sinónimo de Anthracothorax veraguensis, ilustración de Gould y Richter en A monograph of the Trochilidae, or family of humming-birds vol. 2, 1861.

### Descripción original
La especie A. veraguensis fue descrita por primera vez por el ornitólogo alemán Ludwig Reichenbach en 1855 bajo el mismo nombre científico; su localidad tipo es: «Veraguas, Panamá».

### Etimología
El nombre genérico masculino «Anthracothorax» se compone de las palabras del griego «anthrax» que significa ‘carbón’, y «thōrax» que significa ‘pecho’; y el nombre de la especie «veraguensis», se refiere a la localidad tipo, Veraguas, Panamá.

### Taxonomía
Ya fue considerada una subespecie de Anthracothorax prevostii. Es monotípica.